# Scott Jorgensen
Scott Roger Jorgensen, né le 17 septembre 1982 à Payson dans l'Utah, est un pratiquant de MMA américain. Il combat actuellement à l'Ultimate Fighting Championship dans la catégorie des poids mouches.

## Distinctions
- Ultimate Fighting Championship
  - Combat de la soirée (trois fois)
  - Soumission de la soirée (une fois)
- World Extreme Cagefighting
  - Combat de la soirée (deux fois)

## Palmarès en MMA
| 26 combats     | 15 victoires | 11 défaites |
| Par KO         | 2            | 1           |
| Par soumission | 5            | 4           |
| Sur décision   | 8            | 6           |

| Résultat | Record | Adversaire       | Méthode                                 | Événement                                | Date             | Round | Temps | Lieu                                     | Notes                                         |
| -------- | ------ | ---------------- | --------------------------------------- | ---------------------------------------- | ---------------- | ----- | ----- | ---------------------------------------- | --------------------------------------------- |
| Défaite  | 15-11  | Manvel Gamburyan | Décision unanime                        | UFC Fight Night: Mir vs. Duffee          | 15 juillet 2015  | 3     | 5:00  | San Diego, Californie, États-Unis        |                                               |
| Défaite  | 15-10  | Wilson Reis      | Soumission (étranglement bras-tête)     | UFC 179: Aldo vs. Mendes II              | 25 octobre 2014  | 1     | 3:28  | Rio de Janeiro, Brésil                   |                                               |
| Victoire | 15-9   | Danny Martinez   | Décision unanime                        | UFC Fight Night: Henderson vs. Khabilov  | 7 juin 2014      | 3     | 5:00  | Albuquerque, Nouveau-Mexique, États-Unis | Combat de la soirée.                          |
| Défaite  | 14-9   | Jussier Formiga  | Soumission (étranglement arrière)       | UFC Fight Night: Shogun vs. Henderson II | 23 mars 2014     | 1     | 3:07  | Natal, Brésil                            |                                               |
| Défaite  | 14-8   | Zach Makovsky    | Decision unanime                        | UFC on Fox: Johnson vs. Benavidez II     | 14 décembre 2013 | 3     | 5:00  | Sacramento, Californie, États-Unis       | Début en poids mouches.                       |
| Défaite  | 14-7   | Urijah Faber     | Soumission (étranglement arrière)       | The Ultimate Fighter 17 Finale           | 13 avril 2013    | 4     | 3:16  | Las Vegas, Nevada, États-Unis            |                                               |
| Victoire | 14-6   | John Albert      | Soumission (étranglement arrière)       | UFC on Fox: Henderson vs. Diaz           | 8 décembre 2012  | 1     | 4:59  | Seattle, Washington, États-Unis          | Combat de la soirée. Soumission de la soirée. |
| Défaite  | 13-6   | Eddie Wineland   | KO (coups de poing)                     | UFC on FX: Johnson vs. McCall            | 8 juin 2012      | 2     | 4:10  | Sunrise, Floride, États-Unis             | Combat de la soirée.                          |
| Défaite  | 13-5   | Renan Barão      | Décision unanime                        | UFC 143: Diaz vs. Condit                 | 4 février 2012   | 3     | 5:00  | Las Vegas, Nevada, États-Unis            |                                               |
| Victoire | 13-4   | Jeff Curran      | Décision unanime                        | UFC 137: Penn vs. Diaz                   | 29 octobre 2011  | 3     | 5:00  | Las Vegas, Nevada, États-Unis            |                                               |
| Victoire | 12-4   | Ken Stone        | KO (coups de poing)                     | The Ultimate Fighter 13 Finale           | 4 juin 2011      | 1     | 4:01  | Las Vegas, Nevada, États-Unis            |                                               |
| Défaite  | 11-4   | Dominick Cruz    | Décision unanime                        | WEC 53: Henderson vs. Pettis             | 16 décembre 2010 | 5     | 5:00  | Glendale, Arizona, États-Unis            | Pour le titre poids coqs WEC & UFC.           |
| Victoire | 11-3   | Brad Pickett     | Décision unanime                        | WEC 50: Cruz vs. Benavidez II            | 18 août 2010     | 3     | 5:00  | Las Vegas, Nevada, États-Unis            | Combat de la soirée.                          |
| Victoire | 10-3   | Antonio Banuelos | Décision unanime                        | WEC 48: Aldo vs. Faber                   | 24 avril 2010    | 3     | 5:00  | Sacramento, Californie, États-Unis       |                                               |
| Victoire | 9-3    | Chad George      | Soumission (étranglement en arrière)    | WEC 47: Bowles vs. Cruz                  | 6 mars 2010      | 1     | 0:31  | Columbus, Ohio, États-Unis               |                                               |
| Victoire | 8-3    | Takeya Mizugaki  | Décision unanime                        | WEC 45: Cerrone vs. Ratcliff             | 19 décembre 2009 | 3     | 5:00  | Las Vegas, Nevada, États-Unis            | Combat de la soirée.                          |
| Victoire | 7-3    | Noah Thomas      | TKO (coups de poing et coups de coude)  | WEC 43: Cerrone vs. Henderson            | 10 octobre 2009  | 1     | 3:13  | San Antonio, Texas, États-Unis           |                                               |
| Défaite  | 6-3    | Antonio Banuelos | Décision partagée                       | WEC 41: Brown vs. Faber II               | 7 juin 2009      | 3     | 5:00  | Sacramento, Californie, États-Unis       |                                               |
| Victoire | 6-2    | Frank Gomez      | Soumission (étranglement en guillotine) | WEC 38: Varner vs. Cerrone               | 25 janvier 2009  | 1     | 1:09  | San Diego, Californie, États-Unis        |                                               |
| Victoire | 5-2    | Kenji Osawa      | Décision unanime                        | WEC 35: Condit vs. Miura                 | 3 août 2008      | 3     | 5:00  | Las Vegas, Nevada, États-Unis            |                                               |
| Défaite  | 4-2    | Damacio Page     | Décision unanime                        | WEC 32: Albuquerque                      | 13 février 2008  | 3     | 5:00  | Rio Rancho, Nouveau-Mexique, États-Unis  |                                               |
| Victoire | 4-1    | Chris David      | Décision unanime                        | ShoXC: Elite Challenger Series           | 27 juillet 2007  | 3     | 5:00  | Santa Ynez, Californie, États-Unis       |                                               |
| Victoire | 3-1    | Tyler Toner      | Décision unanime                        | ROF 29: Aftershock                       | 28 avril 2007    | 3     | 5:00  | Boulder, Colorado, États-Unis            |                                               |
| Défaite  | 2-1    | Joe Jesser       | Soumission (clé de bras)                | ROF 26: Relentless                       | 9 septembre 2006 | 1     | 1:08  | Colorado Springs, Colorado, États-Unis   | -                                             |
| Victoire | 2-0    | Louie Lagunsad   | Soumission (clé de jambe)               | ROF 25: Overdrive                        | 29 juillet 2006  | 1     | 1:43  | Boulder, Colorado, États-Unis            |                                               |
| Victoire | 1-0    | Mike Morris      | Soumission (clé de bras)                | Alaska FC 24                             | 15 juin 2006     | 1     | 1:31  | Juneau, Alaska, États-Unis               |                                               |